# Zenodorus rhodopae
Zenodorus rhodopae es una especie de araña saltarina del género Zenodorus, familia Salticidae. Fue descrita científicamente por Hogg en 1915.
Habita en Nueva Guinea.